# فرودگاه هیلنگس
فرودگاه هیلنگس (به انگلیسی: Hilongos Airport) (به زبان بومی: Tugpuhanan sa Hilongos) یک فرودگاه همگانی است . این فرودگاه در کشور فیلیپین قرار دارد و در ارتفاع ۴ متری از سطح دریا واقع شده‌است.